# Stenognathriopes
Genre
Stenognathriopes est un genre de collemboles de la famille des Bourletiellidae.

## Liste des espèces
Selon Checklist of the Collembola of the World (version du 14 août 2019) :
- Stenognathriopes (Stenognathriopes) Betsch & Lasebikan, 1979
  - Stenognathriopes huetheri Betsch & Lasebikan, 1979
  - Stenognathriopes interpositus (Hüther, 1967)
  - Stenognathriopes rastrifer (Denis, 1948)
  - Stenognathriopes vilhenai (Delamare Deboutteville & Massoud, 1964)
  - Stenognathriopes yemenensis Bretfeld, 2005
- Stenognathriopes (Tenentiella) Palacios-Vargas & Vázquez, 1997
  - Stenognathriopes janssensi Zeppelini & da Silva, 2012
  - Stenognathriopes siankaana Palacios-Vargas & Vázquez, 1997

## Publications originales
- Betsch & Lasebikan, 1979 : Collemboles du Nigéria, I. Stenognathriopes, un nouveau genre de Symphypléones. Bulletin de la Société entomologique de France, vol. 84, no 7/9, p. 165-170.
- Palacios-Vargas & Vázquez, 1997 : A new subgenus of Bourletiellidae (Collembola) from Quintana Roo, Mexico. Florida Entomologist, vol. 80, no 2, p. 285-288.